# Бурджалиева, Керимат Магамед кызы
Керимат Магамед кызы Бурджалиева (азерб. Kərimat Məhəmməd qızı Bürcəliyeva; 10 апреля 1925, Казма, Закатальский уезд — 20 ноября 1985, там же) — советский азербайджанский табаковод, Герой Социалистического Труда (1949).

## Биография
Родилась 10 апреля 1915 года в селе Казма Закатальского уезда Азербайджанской ССР (ныне Белоканский район).
С 1940 года колхозница, с 1943 года звеньевая колхоза «Москва» (бывший «Ударник») Белоканского района. В 1948 году получила урожай табака сорта «Трапезонд» 25 центнеров с гектара на площади 3 гектара.
С 1970 года пенсионер союзного значения.
Указом Президиума Верховного Совета СССР от 1 июля 1949 года за получение в 1948 году высоких урожаев табака Бурджалиевой Керимат Магамед кызы присвоено звание Героя Социалистического Труда с вручением ордена Ленина и золотой медали «Серп и Молот».
Активно участвовала в общественно-политической жизни Азербайджана. Член КПСС с 1953 года.
Скончалась 20 ноября 1985 года в родном селе.